# Zion Eriksson
Zion Eriksson, född 6 januari 2002, är en svensk friidrottare (kortdistanslöpning) tävlande för Falu IK.

## Karriär
Eriksson är uppväxt i Avesta och började med friidrott i IK Stål. Han tävlade därefter för Täby IS och mellan 2018 och 2021 studerade han på friidrottsgymnasiet i Falun. Hösten 2021 gick Eriksson över till Falu IK.
I januari 2022 vid Quality Hotel Games i Växjö sprang Eriksson 200 meter på 20,93 sekunder, vilket var den näst snabbaste tiden inomhus genom tiderna av en svensk. Följande månad förbättrade han sitt personbästa ytterligare till 20,86 sekunder vid inomhus-SM i Växjö. Personbästat noterade Eriksson i försöksheatet men han fick sedan bryta i finalen. Efter haft en skadefylld säsong tog Eriksson silver på 200 meter vid SM 2022 i Norrköping.
I juni 2024 sprang Eriksson 100 meter på 10,38 sekunder vid SAYO (Sollentuna Athletic Youth Open) i Sollentuna, vilket blev ett nytt personbästa. Samma månad tog han sedan brons på 100 meter vid SM 2024 i Uddevalla.

## Personliga rekord
- 60 meter – 6,86  (Karlstad, 3 februari 2024)[11]
- 100 meter – 10,38 (Sollentuna, 15 juni 2024)[11]
- 200 meter – 20,86 (Växjö, 26 februari 2022)[11]